# بند النگ
بند النگ مربوط به دوره قاجار است و در شهرستان بیرجند، بخش مرکزی، در دره‌ای در رشته کوه باقران واقع شده و این اثر در تاریخ ۱۱ دی ۱۳۸۰ با شمارهٔ ثبت ۴۶۵۸ به‌عنوان یکی از آثار ملی ایران به ثبت رسیده است.